# Echipa națională de fotbal a Arabiei Saudite
Echipa națională de fotbal a Arabiei Saudite (arabă منتخب السعودية لكرة القدم) este naționala de fotbal a Arabiei Saudite și este controlată de Federația de Fotbal din Arabia Saudită. Considerată una dintre cele de succes echipe naționale, Arabia Saudită a câștigat Cupa Asiei de trei ori (1984, 1988 și 1996) și s-a calificat pentru Cupa Mondială de patru ori consecutiv de la debutul de la turneul din 1994.

## Palmares
- Campionatul Mondial de Fotbal

| Anul        | Prezențe               | Poziția                | MJ                     | V                      | E                      | Î                      | GM                     | GP                     |
| ----------- | ---------------------- | ---------------------- | ---------------------- | ---------------------- | ---------------------- | ---------------------- | ---------------------- | ---------------------- |
| 1930 - 1954 | Nu este membru la FIFA | Nu este membru la FIFA | Nu este membru la FIFA | Nu este membru la FIFA | Nu este membru la FIFA | Nu este membru la FIFA | Nu este membru la FIFA | Nu este membru la FIFA |
| 1958 - 1974 | Nu a intrat            | Nu a intrat            | Nu a intrat            | Nu a intrat            | Nu a intrat            | Nu a intrat            | Nu a intrat            | Nu a intrat            |
| 1978 - 1990 | Nu s-a calificat       | Nu s-a calificat       | Nu s-a calificat       | Nu s-a calificat       | Nu s-a calificat       | Nu s-a calificat       | Nu s-a calificat       | Nu s-a calificat       |
| 1994        | Optimi                 | 12                     | 4                      | 2                      | 0                      | 2                      | 5                      | 6                      |
| 1998        | Faza grupelor          | 28                     | 3                      | 0                      | 1                      | 2                      | 2                      | 7                      |
| 2002        | Faza grupelor          | 32                     | 3                      | 0                      | 0                      | 3                      | 0                      | 12                     |
| 2006        | Faza grupelor          | 28                     | 3                      | 0                      | 1                      | 2                      | 2                      | 7                      |
| 2010 - 2014 | Nu s-a calificat       | Nu s-a calificat       | Nu s-a calificat       | Nu s-a calificat       | Nu s-a calificat       | Nu s-a calificat       | Nu s-a calificat       | Nu s-a calificat       |
| 2018        | Faza grupelor          | 26                     | 3                      | 1                      | 0                      | 2                      | 2                      | 7                      |
| 2022        | Faza grupelor          | 25                     | 3                      | 1                      | 0                      | 2                      | 3                      | 5                      |
| Total       | 6/22                   | Locul 12               | 19                     | 4                      | 2                      | 13                     | 14                     | 44                     |

## Rezultate
| Parcursul la Campionatul Mondial | Parcursul la Campionatul Mondial | Parcursul la Campionatul Mondial       | Parcursul la Campionatul Mondial |
| Anul                             | Runda                            | Scor                                   | Rezultat                         |
| -------------------------------- | -------------------------------- | -------------------------------------- | -------------------------------- |
| 1994                             | Faza Grupelor                    | Arabia Saudită 1 – 2 Țările de Jos     | Înfrângere                       |
| 1994                             | Faza Grupelor                    | Arabia Saudită 2 – 1 Maroc             | Victorie                         |
| 1994                             | Faza Grupelor                    | Arabia Saudită 1 – 0 Belgia            | Victorie                         |
| 1994                             | Optimi                           | Arabia Saudită 1 – 3 Suedia            | Înfrângere                       |
| 1998                             | Faza Grupelor                    | Arabia Saudită 0 – 1 Danemarca         | Înfrângere                       |
| 1998                             | Faza Grupelor                    | Arabia Saudită 0 – 4 Franța            | Înfrângere                       |
| 1998                             | Faza Grupelor                    | Arabia Saudită 2 – 2 Africa de Sud     | Egal                             |
| 2002                             | Faza Grupelor                    | Arabia Saudită 0 – 8 Germania          | Înfrângere                       |
| 2002                             | Faza Grupelor                    | Arabia Saudită 0 – 1 Camerun           | Înfrângere                       |
| 2002                             | Faza Grupelor                    | Arabia Saudită 0 – 3 Republica Irlanda | Înfrângere                       |
| 2006                             | Faza Grupelor                    | Arabia Saudită 2 – 2 Tunisia           | Egal                             |
| 2006                             | Faza Grupelor                    | Arabia Saudită 0 – 4 Ucraina           | Înfrângere                       |
| 2006                             | Faza Grupelor                    | Arabia Saudită 0 – 3 Spania            | Înfrângere                       |
| 2018                             | Faza Grupelor                    | Arabia Saudită 0 – 5 Rusia             | Înfrângere                       |
| 2018                             | Faza Grupelor                    | Arabia Saudită 0 – 1 Uruguay           | Înfrângere                       |
| 2018                             | Faza Grupelor                    | Arabia Saudită 2 – 1 Egipt             | Victorie                         |
| 2022                             | Faza Grupelor                    | Arabia Saudită 2 – 1 Argentina         | Victorie                         |
| 2022                             | Faza Grupelor                    | Arabia Saudită 0 – 2 Polonia           | Înfrângere                       |
| 2022                             | Faza Grupelor                    | Arabia Saudită 1 – 2 Mexic             | Înfrângere                       |

## Cupa Asiei
| 1956 până la 1972 | Nu a participat  |
| 1976              | S-a retras       |
| 1980              | S-a retras       |
| 1984              | Campioni         |
| 1988              | Campioni         |
| 1992              | Locul doi        |
| 1996              | Campioni         |
| 2000              | Locul doi        |
| 2004              | Faza grupelor    |
| 2007              | Locul doi        |
| 2011              | Faza grupelor    |
| 2015              | Faza grupelor    |
| 2019              | Optimi de finală |
| 2023              |                  |

## Antrenori

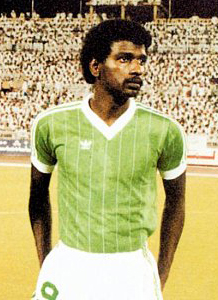
Majed Abdullah

| Manager                      | From              | To                |
| ---------------------------- | ----------------- | ----------------- |
| Abdul-Rahman Fawzi           | 1957              | 1962              |
| Ali Chaouach                 | 1962              | 1970              |
| Mohammed Sheita              | 1970              | 1972              |
| Taha Ismail                  | 1972              | 1974              |
| Abdo Saleh El Wahsh          | 1974              | 1974              |
| Ferenc Puskás                | 1975              | 1975              |
| Bill McGarry                 | 1976              | 1977              |
| Danny Allison                | 1978              | 1978              |
| David Woodfield              | 1979              | 1979              |
| Rubens Minelli               | 1980              | 1980              |
| Mario Zagallo                | 1981              | 1984              |
| Khalil Ibrahim Al-Zayani     | 1984              | 1986              |
| Kosia Tastilo                | 1986              | 1986              |
| Osvaldo                      | 1987              | 1987              |
| Carlos Galletti              | 1988              | 1988              |
| Omar Borras                  | 1988              | 1988              |
| Carlos Alberto Parreira      | 1988              | 1990              |
| Metin Türel                  | 1990              | 1990              |
| Claudinho Garcia             | 1992              | 1992              |
| Veloso                       | 1992              | 1992              |
| Nelsinho                     | 1992              | 1992              |
| Candinho                     | 1993              | 1993              |
| Leo Beenhakker               | 1993              | 1994              |
| Mohammed Al-Kharashy         | 1994              | 1994              |
| Ivo Wortmann                 | 1994              | 1994              |
| Jorge Solari                 | 1994              | 1994              |
| Mohammed Al-Kharashy         | 1995              | 1995              |
| Ze Mario                     | 1995              | 1996              |
| Eduardo Vingada/Nelo Vingada | 1996              | 1997              |
| Hansel Waldem                | 1996              | 1997              |
| Otto Pfister                 | 1998              | 1998              |
| Carlos Alberto Parreira      | 1998              | 1998              |
| Mohammed Al-Kharashy         | June 1998         | June 1998         |
| Otto Pfister                 | 1999              | Feb 1999          |
| Milan Máčala                 | May 1999          | 2000              |
| Nasser Al Johar              | 2000              | 2000              |
| Slobodan Santrac             | Aug 2001          | Aug 2001          |
| Nasser Al Johar              | Aug 2001          | July 2002         |
| Gerard van der Lem           | Aug 2002          | Aug 2004          |
| Martin Koopman               | 2002              | 2002              |
| Nasser Al Johar              | Sep 2004          | Nov 2004          |
| Gabriel Calderon             | Nov 2004          | Dec 2005          |
| Marcos Paqueta               | 2006              | 2007              |
| Helio dos Anjos              | March 2007        | June 2008         |
| Nasser Al Johar              | June 2008         | February 2009     |
| José Peseiro                 | February 2009     | January 2011      |
| Nasser Al Johar              | January 2011      | February 2011     |
| Rogério Lourenço             | iunie 2011        | iulie 2011        |
| Frank Rijkaard               | august 2011       | ianuarie 2013     |
| Juan Ramón López Caro        | ianuarie 2013     | decembrie 2014    |
| Cosmin Olăroiu               | decembrie 2014    | ianuarie 2015     |
| Faisal Al Baden              | martie 2015       | august 2015       |
| Bert van Marwijk             | septembrie 2015   | septembrie 2017   |
| Edgardo Bauza                | septembrie 2017   | noiembrie 2017    |
| Krunoslav Jurčić             | 22 decembrie 2017 | 28 decembrie 2017 |
| Juan Antonio Pizzi           | 26 februarie 2018 | 21 ianuarie 2019  |
| Youssef Anbar                | 21 martie 2019    | 25 martie 2019    |
| Hervé Renard                 | 5 septembrie 2019 | 28 martie 2023    |
| Roberto Mancini              | 28 august 2023    | 24 octombrie 2024 |